# اولتونا
اولتونا یک ناحیه فرعی هلسینکی در فنلاند است که به دو بخش لندبو و پورونیتتی  تقسیم می‌شود.